# Namibornis herero
Namibornis herero là một loài chim trong họ Muscicapidae.